# Jabu Mahlangu
Jabu Jeremiah Mahlangu (korábban: Jabu Jeremiah Pule) (Daveyton, 1980. július 11. –) dél-afrikai válogatott labdarúgó.

## Pályafutása

### Klubcsapatban
Pályafutását a Kaizer Chiefs csapatában kezdte, ahol 1999 és 2004 között játszott. A 2004–05-ös szezonban Ausztriában az SV Mattersburg csapatában játszott. 2005 és 2006 között a SuperSport United, 2006 és 2007 között az Orlando Pirates játékosa volt. 2008-ban Svédországba szerződött az Östers IF együtteséhez, majd visszatért Dél-Afrikába a Platinum Starshoz. 2010-ben ismét az Östers játékosa volt. 2014-ben a SuperSport csapatában fejezte be az aktív játékot.

### A válogatottban
2000 és 2004 között 20 alkalommal szerepelt a Dél-afrikai válogatottban és 2 gólt szerzett. Tagja volt a 2000. évi nyári olimpiai játékokon szereplő válogatott keretének és részt vett a 2002-es világbajnokságon, illetve a 2004-es afrikai nemzetek kupáján.

## Sikerei, díjai
Kaizer Chiefs
- Dél-afrikai bajnok (1): 2003–04
- Kupagyőztesek Afrika-kupája (1): 2001